# Terra Nova (Star Trek: Enterprise)
Terra Nova (v anglickém originále Terra Nova) je epizoda seriálu Star Trek: Enterprise. Jde o šestý díl první řady pátého seriálu ze světa Star Treku.

## Děj
Enterprise se blíží k první lidské kolonii Terra Nova. Posádka je zvědavá, co se s ní stalo – poslední zprávy o ní jsou staré 70 let a loď za nimi nebyla vyslána, protože cesta tam a zpátky tenkrát trvala 18 let. Na planetě byla zjištěna mírná radiace, která však při krátkém pobytu neuškodí a tak se vydal výsadek ve složení Travis Mayweather, T'Pol, Jonathan Archer a Malcolm Reed k bývalé kolonii, kterou nalezli opuštěnou.
Reed tam někoho zahlédl a spolu s kapitánem se vydal do jeskyně, kde tento dvounohý tvor zmizel. Byli ale napadeni - kapitánovi se podařilo utéct, Reedovi nikoliv. Zbytek výsadku tedy rychle nasedl do raketoplánu a odletěl. Poté se vrátil Archer s Phloxem, aby se pokusili vyjednávat. Dostali se k Reedovi a ošetřili ho a snažili se novanům vysvětlit, že se jich nemusí bát a že nezpůsobili otrávený déšť (pravděpodobně ta radiace). Nabídli se, že uzdraví matku Nadet jejich vůdce Jamina a po menším přemlouvání s nimi odletěli na Enterprise. Tam jí doktor vyléčil rakovinu, ale zjistil, že radiace na ně teď začala působit i v podzemí, protože se kontaminovaly jejich zdroje pitné vody.
Nované si mysleli, že otrávený déšť na ně seslali lidé ze Země kvůli menší roztržce – nesouhlasili s tím, aby na Novu přiletěli další osadníci. Následně dopadl na planetu meteorit, který způsobil radioaktivní mrak na celé severní hemisféře, oni to však považovali za útok proti nim od pozemšťanů, což se jim pokusil kapitán vyvrátit (tedy jejich vůdci a jeho matce, která se na Enterprise léčila). Nalezli také na fotografiích získaných v kolonii záběr, na kterém je jistě ona stará žena v pěti letech se svou matkou, Verou Fullerovou. Nadet se podařilo málem přesvědčit, ale Jamin už spěchal s návratem. Při přistání se však propadli do tunelů, ale podařilo se jim z raketoplánu se dostat. Uslyšeli volání o pomoc a tak Archer společně s Jaminem pomohli novanovi Akarymu dostat se zpod propadlého kmene. Když se dostali k novanům, hodlal Jamin vrátit Reeda pod podmínkou, že odletí. Nadet ale „prozřela“ a potvrdila, že to, co říkal kapitán, je pravda, že si vzpomněla na svou matku. Potom mohli pozemšťané novanům pomoci.
Mayweather je pak přímo nadšen, že je tato "záhada Terra Nova" vyřešena a dostává od kapitána návrh, aby o tom zpracoval hlášení pro Hvězdnou flotilu.